# Lucyna Lewandowska
Lucyna Irena Lewandowska (ur. 9 listopada 1939 w Kaliszu, zm. 2 listopada 2023) – polska ekonomistka, profesor nauk ekonomicznych.

## Życiorys
Urodziła się w Kaliszu. Jej rodzicami byli Ryszard Krysiak i Helena, jej babcia Irena Krysiak z domu Leśniewska była nauczycielką, siostrą ks. Apolinarego Leśniewskiego, wieloletniego proboszcza sieradzkiej fary.
W 1962 ukończyła studia ekonomiczne na Uniwersytecie Łódzkim, gdzie w 1978 doktoryzowała się i w 1991 habilitowała się. W 1992 uzyskała drugą habilitację na podstawie pracy zatytułowanej Strategia gospodarowania produkcyjnym majątkiem trwałym przedsiębiorstw przemysłu włókienniczego, a w 2003 tytuł profesora nauk ekonomicznych.
Pracowała na Uniwersytecie Łódzkim i w Wyższej Szkole Kupieckiej w Łodzi.

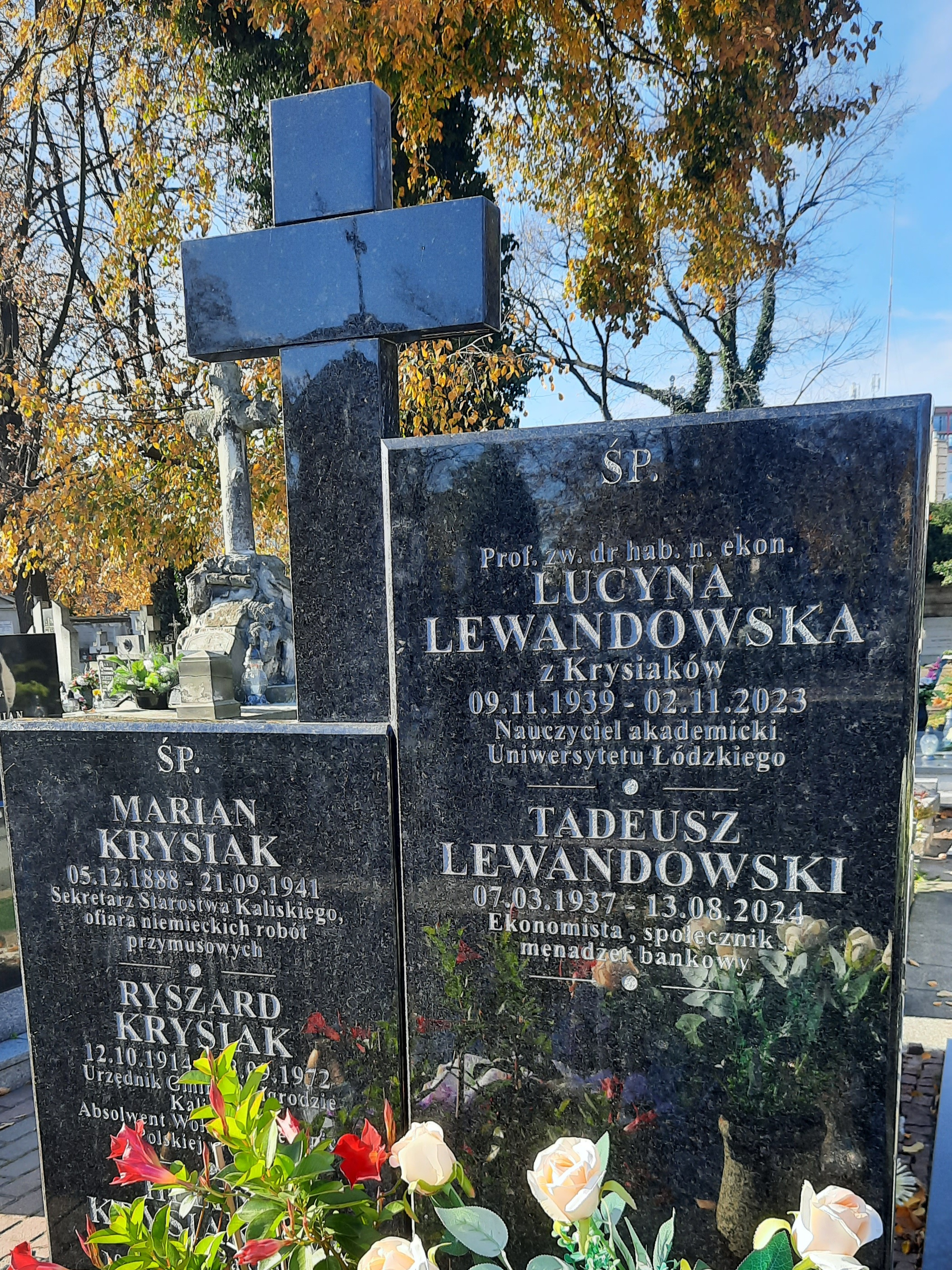
Nagrobek rodzinny Lucyny Lewandowskiej na Cmentarzu Miejskim w Kaliszu

Była członkiem zarządu oddziału łódzkiego Polskiego Towarzystwa Ekonomicznego,
Rady Programowej "Przeglądu Nauk Ekonomicznych" wydawanego przez PTE oraz przewodniczącą komisji profesorskich ds. habilitacji i tytułu naukowego profesora.

## Odznaczenia
- Brązowy Krzyż Zasługi (2007)[8]
- Odznaka "Za zasługi dla miasta Łodzi" (2015)[9]